# Kwangali
El kwangali és una llengua bantu que es parla a Namíbia i Angola. La parlen 83.976 persones en total. El seu codi ISO 639-3 és kwn.

## Família lingüística
El kwangali és una llengua luyana juntament amb el luyana, el mbowe, el mashi, el diriku, el mbukushu i el simaa.

## A Namíbia
A Namíbia hi ha 73.074 kwangali-parlants (2000), entre els quals hi ha 2000 sambyu. Es parla a la regió d'Okavango.
A Namíbia es parlen el dialecte sambyu, que és força intel·ligible amb el diriku (llengua).
És una llengua nacional de Namíbia. S'utilitza a l'educació i a l'administració. Té programes de ràdio, diccionari, gramàtica i una bíblia publicada el 1987.

## Angola
A Angola 10.902 persones parlen kwangali (2000). Es parla a la zona central-sud de l'Estat. A Angola també es parla el dialecte sambyu.